# Сторож
Сто́рож — спеціально призначена особа для охорони якихось об'єктів.
Щодо сторожів також вживається слово «ва́хте́р» (нім. Wächter)), в СРСР так називали старшого сторожа.
Встановлення робочого часу сторожа підпорядковується загальним правилам, передбаченим Кодексом законів про працю України (КЗпП) і зазвичай передбачає змінний режим роботи.

## Історія
Сторожі носили специфічне спорядження: штучні джерела світла (смолоскип, ліхтар, гасова лампа), пристрої звукової сигналізації (мисливський ріг чи горн, тріскачка, свисток, сторожове калатало). Зброя могла бути холодною (алебарди, бердиші, палиці, рогатини, списи, шаблі тощо) чи вонепальною (мисливські рушниці). Застосовувалися собаки, у тому числі дресовані.